# Berru
Berru ist eine französische Gemeinde mit 618 Einwohnern (Stand: 1. Januar 2022) im Département Marne in der Region Grand Est (vor 2016: Champagne-Ardenne). Sie gehört zum Arrondissement Reims und ist Mitglied im Gemeindeverband Communauté urbaine du Grand Reims. Die Einwohner werden Berruyats und Berruyates genannt.
Die Gemeinde erhielt 2023 die Auszeichnung „Zwei Blumen“, die vom Conseil national des villes et villages fleuris (CNVVF) im Rahmen des jährlichen Wettbewerbs der blumengeschmückten Städte und Dörfer verliehen wird.

## Geografie

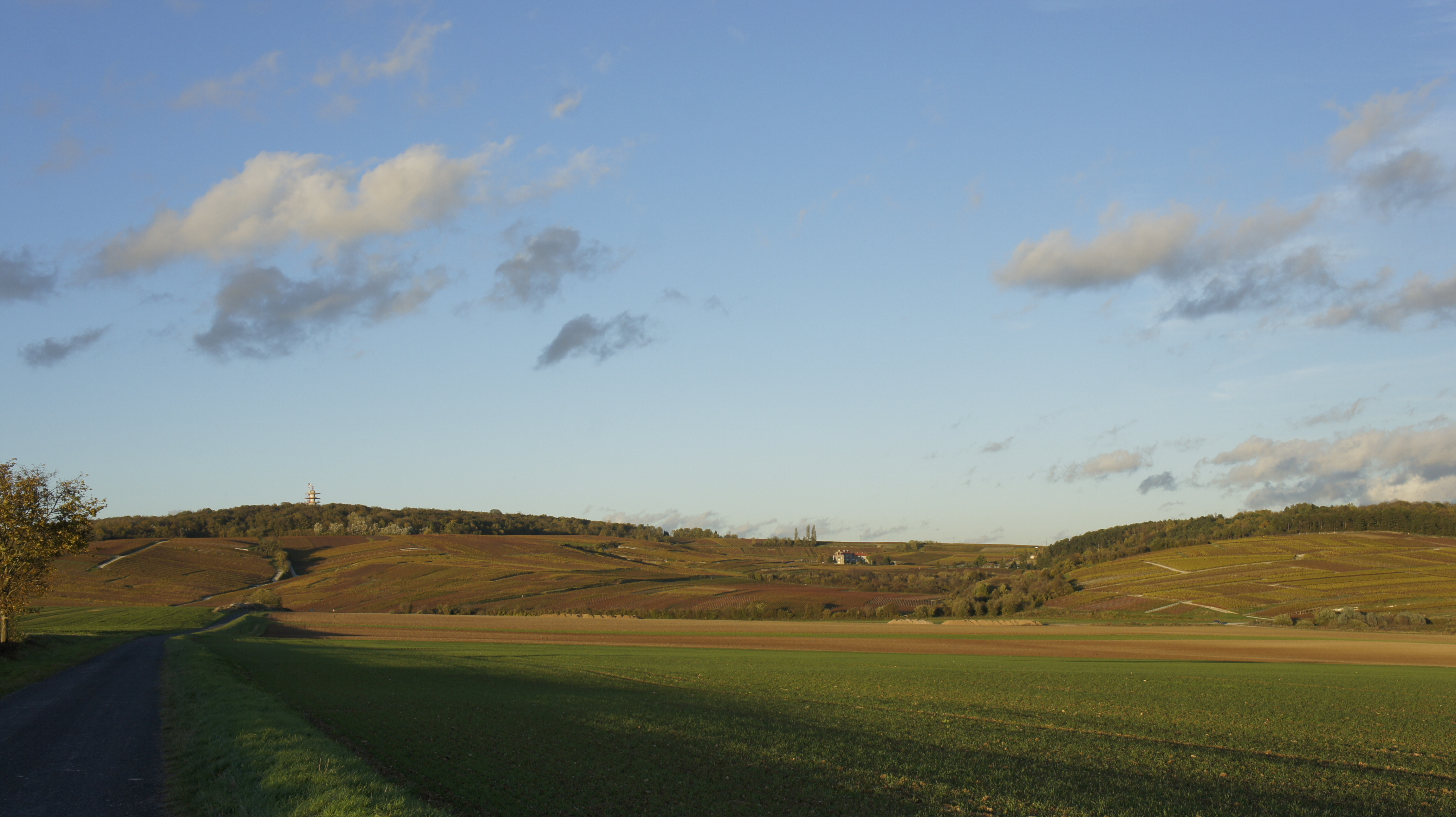
Mont de Berru

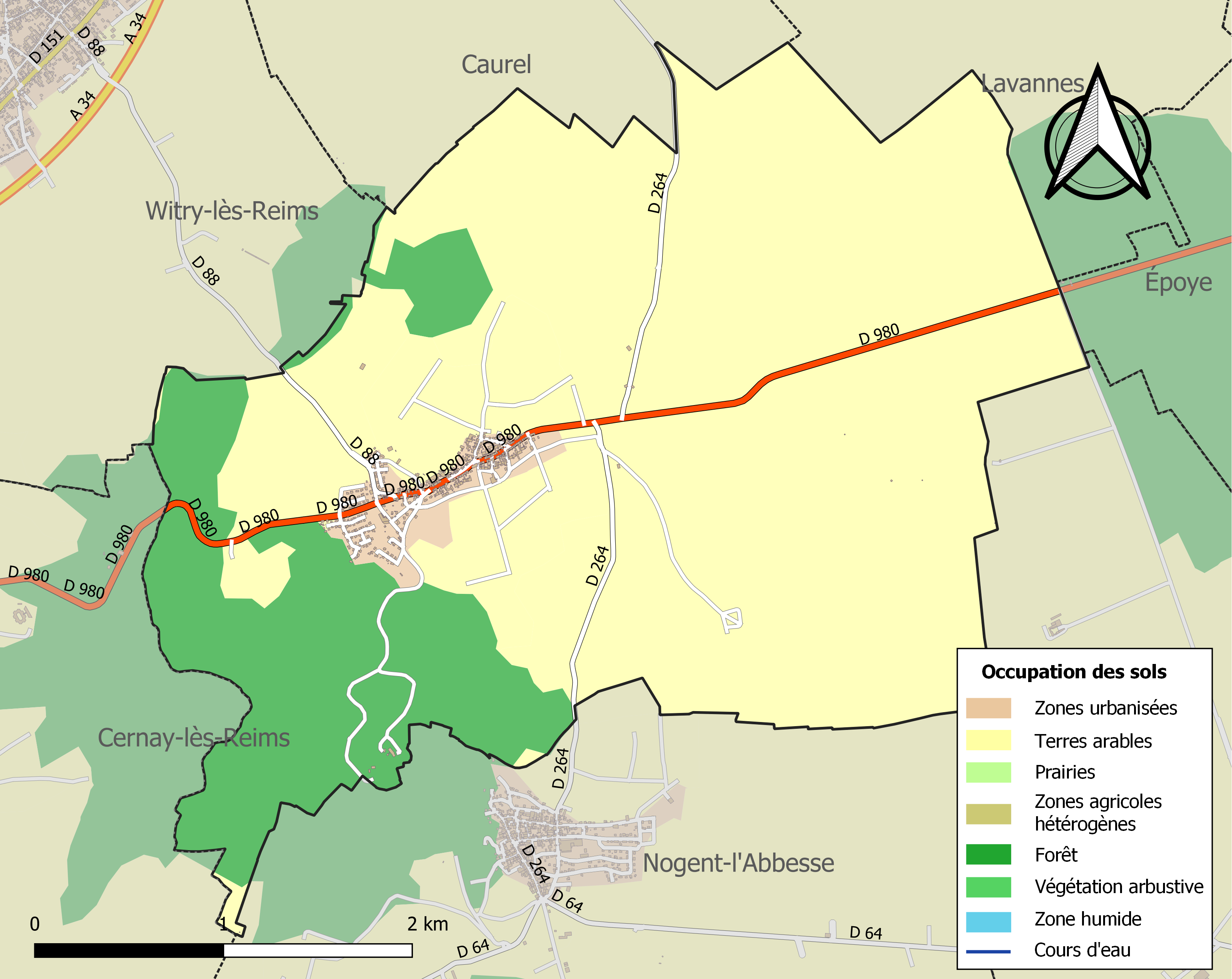
Bodennutzung und Infrastruktur der Gemeinde (2018)

Berru liegt etwa neun Kilometer östlich von Reims im nördlichen Teil des Départements Marne. Die Gemeinde erstreckt sich im Norden der historischen Provinz Champagne. Ihre Fläche weist keine Fließgewässer auf. Das Zentrum liegt auf einer Höhe von etwa 165 m. Das Gelände steigt nach Südwesten zum Mont de Berru auf über 260 m Höhe an.
Ein Teil des Gebiets von Berru gehört zum Natura 2000-Schutzgebiet „Marais et pelouses du tertiaire au nord de Reims“ (FR2100274) und von zwei ZNIEFF-Naturzonen. Etwa 77 % der Fläche der Gemeinde werden landwirtschaftlich genutzt, 20 % sind bewaldet, insbesondere zum Mont de Berru hin (Stand 2018).
Umgeben wird Berru von den Nachbargemeinden Caurel im Norden, Lavannes im Norden und Nordosten, Époye im Osten, Beine-Nauroy im Südosten, Nogent-l’Abbesse im Süden, Cernay-lès-Reims im Südwesten und Westen sowie Witry-lès-Reims im Nordwesten.
Rund zwei Kilometer westlich von Berru befindet sich ein deutscher Soldatenfriedhof für rund 17.500 Gefallene des Ersten Weltkriegs.

## Bevölkerungsentwicklung

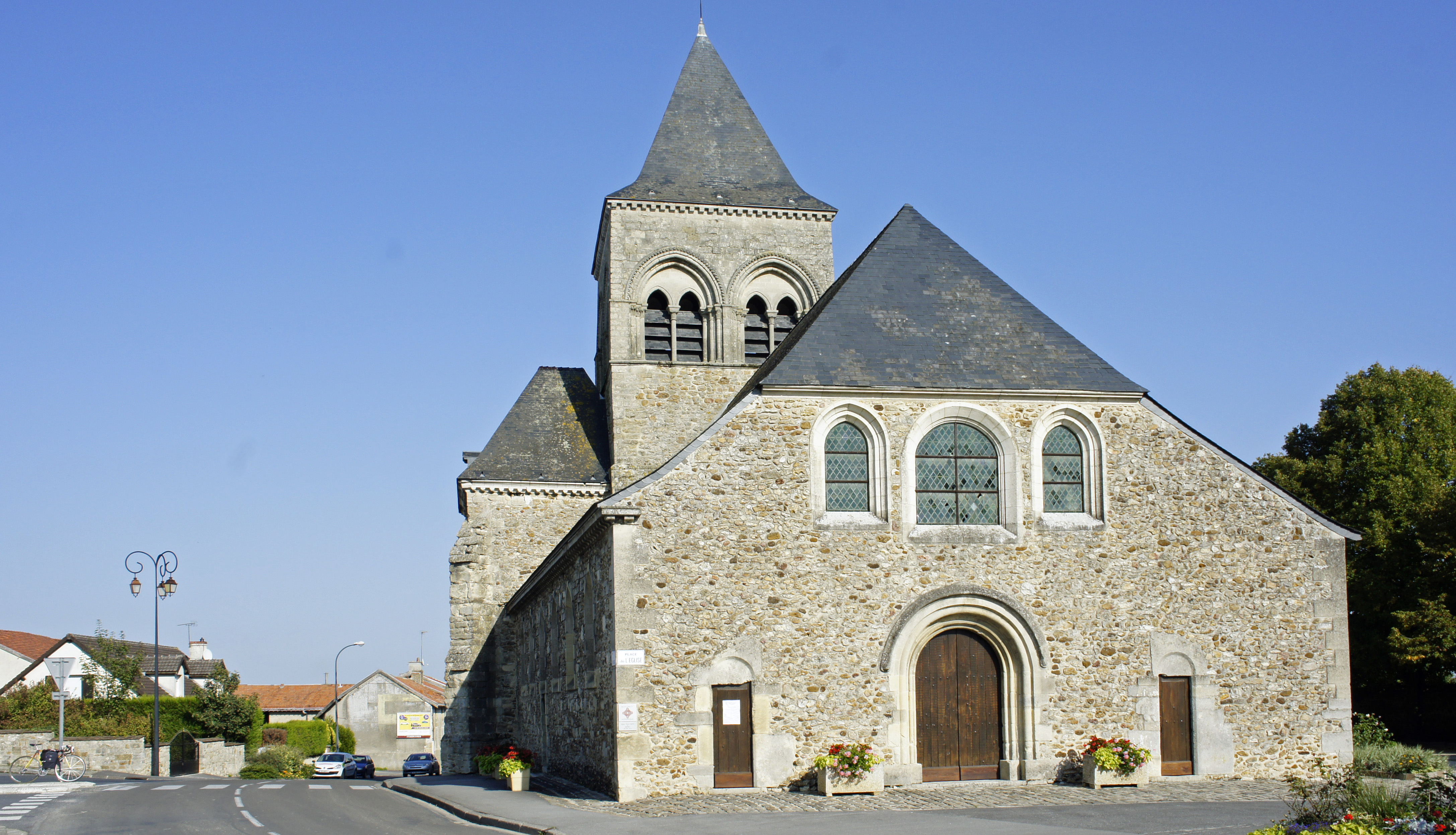
Kirche Saint-Martin

| Jahr                       | 1962 | 1968 | 1975 | 1982 | 1990 | 1999 | 2006 | 2013 | 2020 |
| Einwohner                  | 279  | 287  | 296  | 320  | 459  | 454  | 497  | 511  | 599  |
| Quellen: Cassini und INSEE |      |      |      |      |      |      |      |      |      |

## Sehenswürdigkeiten
Die Kirche Saint-Martin aus dem 12./13. Jahrhundert ist seit 1921 als Monument historique klassifiziert.

## Wirtschaft
An den Hängen des Mont Berru wird Wein des Weinbaugebiets Champagne angebaut.

## Verkehr
Die Departementsstraße D 980, die ehemalige Route nationale 380, von Dormans über Reims und Cernay-lès-Reims nach Leffincourt über Époye durchquert das Zentrum der Gemeinde. Die nachgeordneten Departementsstraße D 88 führt nach Witry-lès-Reims, die D 264 nach Caure im Norden und nach Nogent-l’Abbesse im Süden.
Eine Buslinie der Transportgesellschaft Champagne Mobilités verbindet die Gemeinde mit Bétheniville und mit Reims.

## Trivia
Nach dem Ort ist die Primatengattung Berruvius benannt, die hier in der Cernay-Formation entdeckt wurde. Sie wird dem Paläozän und Eozän (58,7 und 55,8 Millionen Jahre vor unserer Zeit) zugeordnet.